# Romilii
Légende :
♦Patricien, ♦Plébéien, ♦Consulaire, ♦Sénatorial, ♦Équestre
Gens et Liste des gentes romaines
Les Romilii sont les membres d'une gens romaine patricienne dont le membre le plus connu porte le cognomen Rocus.

## Origines
Les Romilii prétendaient descendre de Romulus, le fondateur légendaire et premier roi de Rome. Les érudits ont longtemps contesté l'historicité de Romulus, mais d'après la morphologie du nomen Romilius, il semble probable que Romulus était un authentique cognomen ; Romilius appartient à une grande classe de gentilicia formée en utilisant le suffixe -ilius, qui étaient généralement dérivés de noms de famille se terminant par le suffixe diminutif -ulus. Le premier de cette famille mentionné dans l'histoire était Romulius Denter, qui aurait été nommé praefectus urbi (Préfet de Rome) par Romulus lui-même.

## Principaux membres
- Romulius Denter, dit par Tacite avoir été nommé premier Préfet de Rome, au temps de Romulus
- Titus Romilius Rocus Vaticanus, consul en 455 et décemvir en 451 av. J.-C.
- Romilius Marcellus, un centurion servant dans la vingt-deuxième légion en Germanie en 69 apr. J.-C., fut mis à mort comme l'un des partisans de Galba.